# Jessica Hecht
Jessica Anne Hecht, född 28 juni 1965 i Princeton i New Jersey, är en amerikansk skådespelare och sångare.
Hecht är bland annat känd för rollen som Susan Bunch i TV-serien Vänner. Hon har även medverkat i TV-serier som Bored to Death, Person of Interest och Breaking Bad. Hon har även uppträtt på Broadway och bland annat blivit nominerad till en Tony Award för sin medverkan i A View From The Bridge 2010.